# Ortenburg
Ortenburg je městys v německé spolkové zemi Bavorsko, v zemském okrese Pasov ve vládním obvodu Dolní Bavorsko.
Žije zde přibližně 7 500 obyvatel.

## Sousední obce
Bad Griesbach im Rottal, Haarbach, Beutelsbach, Vilshofen an der Donau, Fürstenzell, Ruhstorf an der Rott